# Olympische Sommerspiele 1956/Teilnehmer (Hongkong)
| Gelbes Symbol für Goldmedaillen mit stilisierten Olympischen Ringen | Graues Symbol für Silbermedaillen mit stilisierten Olympischen Ringen | Braundes Symbol für Bronzemedaillen mit stilisierten Olympischen Ringen |
| ------------------------------------------------------------------- | --------------------------------------------------------------------- | ----------------------------------------------------------------------- |
| —                                                                   | —                                                                     | —                                                                       |

Hongkong, damals noch britische Kronkolonie, nahm bei den Olympischen Sommerspielen 1956 im australischen Melbourne nach 1952 zum zweiten Mal an Olympischen Sommerspielen teil.

## Teilnehmer
Es starteten nur die zwei Schwimmer Cheung Kin Man und Wan Shiu Ming. Cheung Kin Man, der schon an den Olympischen Sommerspielen 1956 teilgenommen hatte, startete über 100 m Freistil und 400 m Rücken. Wan Shiu Ming startete über 100 m Freistil und 400 m Freistil. Beide kamen in keinem Bewerb über den ersten Vorlauf hinaus.